# Opan Sat
Opan Władimirowicz Sat (ros. Опан Владимирович Сат;  ur. 13 czerwca 1987) – rosyjski zapaśnik narodowości tuwińskiej. Od 2017 roku reprezentuje Turcję pod nazwiskiem Cengizhan Erdoğan. Walczy w kategorii do 60 kg w stylu wolnym, trzykrotny mistrz Europy.
Największym jego sukcesem są złote medale mistrzostw Europy w 2010, 2011 i w 2013 roku w kategorii do 60 kg. Zajął piąte miejsce na mistrzostwach świata w 2017. Dziesiąty w Pucharze Świata w 2010; czwarty w 2017 i ósmy w 2019. Mistrz Europy juniorów w 2005 i 2007. Wicemistrz Rosji w 2009, 2010, 2011 i 2012 i trzeci w 2013 roku.